# Puebla de Pedraza
Puebla de Pedraza è un comune spagnolo di 85 abitanti situato nella comunità autonoma di Castiglia e León.